# Freccia Vallone 1964
La Freccia Vallone 1964, ventottesima edizione della corsa, si svolse il 4 maggio 1964 per un percorso di 215 km. La vittoria fu appannaggio del belga Gilbert Desmet, che completò il percorso in 6h16'41" precedendo gli olandesi Jan Janssen e Peter Post.
Al traguardo di Charleroi furono 54 i ciclisti, dei 98 partiti da Liegi, che portarono a termine la competizione.

## Ordine d'arrivo (Top 10)
| Pos. | Corridore       | Squadra                      | Tempo    |
| ---- | --------------- | ---------------------------- | -------- |
| 1    | Gilbert Desmet  | Wiel's-Groene Leeuw          | 6h16'41" |
| 2    | Jan Janssen     | Pelforth-Sauvage-Lejeune     | a 4"     |
| 3    | Peter Post      | Peugeot-Michelin-BP          | s.t.     |
| 4    | André Noyelle   | Dr. Mann                     | s.t.     |
| 5    | Vito Taccone    | Salvarani                    | a 7"     |
| 6    | Rudi Altig      | St.Raphael-Gitane-Campagnolo | a 8"     |
| 7    | Théo Nys        | -                            | a 14"    |
| 8    | Bas Maliepaard  | St.Raphael-Gitane-Campagnolo | a 24"    |
| 9    | François Mahé   | Pelforth-Sauvage-Lejeune     | s.t.     |
| 10   | Hans Junkermann | Wiel's-Groene Leeuw          | s.t.     |